# ペントーネ
ペントーネ (Pentone) は、イタリア共和国カラブリア州カタンザーロ県にある、人口約2,000人の基礎自治体（コムーネ）。

## 地理

### 位置・広がり
カタンザーロ県に位置するコムーネ。県都カタンザーロから北へ8.5kmの距離にある。

#### 隣接コムーネ
隣接するコムーネは以下の通り。
- アルビ - 北東
- カタンザーロ - 南
- フォッサート・セッラルタ - 北
- ジミリアーノ - 西
- セッリーア - 東

## 交通

### 道路
国道
- SS109 (it:Strada statale 109 della Piccola Sila) 
〔… - カルローポリ - チカーラ〕 - パラッツォ・アドリアーノ - 〔フォッサート・セッラルタ - ソルボ・サン・バジーレ - …〕

カタンザーロ県のラメーツィア・テルメからカラブリア半島を横断してクロトーネ県南部のクトロに至るSS109が、ペントーネの集落を通過している。